# Limithana
Limithana (en népalais : लिमिठाना) est un comité de développement villageois du Népal situé dans le district de Parbat. Au recensement de 2011, il comptait 1 497 habitants.